# ニック・カーター
“ニック”ニコラス・ハンティントン・カーター(Nicholas Huntington "Nick" Carter)はアメリカで多くの作家によって書き継がれてきた架空の探偵、スパイ。別名はキルマスター。
単独の作家の手によるものではなく、19世紀末から現代にかけて多くの作家がニコラス・カーターその他のペンネームで創作を続けている。そのため、当初は探偵として描かれていたが、次第に冒険活劇のヒーローとなり、1960年代からはスパイとして活躍している。
初出は「ニューヨーク・ウィークリー」誌（1886年9月18日号）の「老探偵の弟子、あるいはマディソン・スクエアの謎めいた事件(The Old Detective's Pupil; or, The Mysterious Crime of Madison Square)」。これはストリート＆スミス社の社長であったオーモンド・G・スミスの依頼で、ジョン・ラッセル・コリエルが書いたものである。たちまち人気を博し、ラッセルはこの後2編しか書かなかったが、スミスは他の作家にも執筆を依頼して1915年には単独タイトルのパルプ・マガジン「ニック・カーター・ウィークリー(Nick Carter Weekly)」誌が出版されるようにまでなった。
カーターの登場する小説は1950年代を通じて執筆され続け、1943年から1955年にかけて「探偵ニック･カーター(Nick Carter, Master Detective)」としてラジオドラマ化された。
1915年までに少なくとも1261冊が出版されたらしい。探偵ニック･カーターの代表作は、1899年の短編集「The Detective's Pretty Neighbor」とされ、この短編集はエラリー・クイーンの手によって発掘されて再評価された。
1960年代、007ことジェームズ・ボンドシリーズの成功をみて、ニック・カーターはスパイ・キルマスター(Killmaster)として新たな冒険小説シリーズの主人公として生まれかわった。
キルマスター・シリーズの第一作「走れスパイ(Run Spy Run)」は1964年に発表され、それ以降1990年まで260編以上の作品が書かれた。

## 人物
両方共ニック・カーター本人。

### 探偵
老探偵ジム・カーターの息子。
変装を得意とし、シャーロック・ホームズと同様に論理的思考によって事件を解決する。

### スパイ
アメリカ合衆国の国益維持のための秘密機関「AXE」（斧の意もある）に所属するスパイ・N3号。政府から殺人許可証を発行されている4人のキルマスターの一人。
無類のプレイボーイで、愛用の拳銃はルガーP08。ナイフ術の名手でもある。

## 作品

### 探偵ニック・カーター作品
- 『老探偵の弟子』 The Old Detective's Pupil; or, The Mysterious Crime of Madison Square　（1886年）　-　探偵ニックの第一長編
- 『探偵の美しき隣人』 The Detective's Pretty Neighbor　（1899年）　-　短編集
  - 「髪ひとすじ」By a Single Hair　（1886年）　-　短編
  - 「ディキンソン夫人の秘密（宝石を盗む淑女）」　The Mystery of Mrs. Dickinson　（1886年）　-　短編
- 『魔法の殺人』 The Case Of Murder By Magic　-　ラジオドラマの小説化
- 『青いミンク』  The Blue Mink　-　同上
- 『二重変装』 Double　Disguise　-　同上
- 『不本意な加担』 The　Unwilling　Accomplice 　-　同上
- 『死せる目撃者』 Dead　Witnesses 　-　同上

### スパイ（キルマスター）ニック・カーター作品
- 『キルマスター2 -走れスパイ』 Run, Spy, Run　（1964年）：ハヤカワ・ミステリ990 - キルマスター第一長編。
- 『キルマスター3 　龍のスパイ』 The China Doll （1964年）：ハヤカワ・ミステリ1002 - キルマスター第二長編。
- 『キルマスター11 -リオ撃破』 Checkmate in Rio （1964年）：ハヤカワ・ミステリ1243 - キルマスター第三長編。
- 『キルマスター4 -13番目のスパイ』 The 13th Spy  （1965年）：ハヤカワ・ミステリ1015 - キルマスター第八長編[注釈 1]。
- 『キルマスター1 -スパイの城』 Spy Castle 　（1966年）：ハヤカワ・ミステリ989 - 邦題は「キルマスター１」だが、キルマスター第12長編[注釈 2]。
- 『キルマスター8 -海賊スパイ』 The Judas Spy　（1968年）：ハヤカワ・ミステリ1152
- 『キルマスター6 -死の頭巾』 Hood of Death　（1968年）：ハヤカワ・ミステリ1112
- 『アムステルダムの死　キルマスター』 Amsterdam　（1968年）：：久保書店QTブックス
- 『キルマスター5 -地獄へ14秒』 14 Seconds to Hell　（1968年）：ハヤカワ・ミステリ1085
- 『キルマスター7 -黄金スパイ』 Rhodesia　（1968年）：ハヤカワ・ミステリ1126
- 『キルマスター9 -ハイジャック』 Time Clock of Death ：ハヤカワ・ミステリ
- 『キルマスター10 -遠隔スパイ』 The Mind Killers ：ハヤカワ・ミステリ